# Zinformatyzowane działania bojowe (ChRL)
Zinformatyzowane działania bojowe (ang. informationized warfare) – działania określone w Białej Księdze Obrony Chin z 2008 obejmujące wykorzystanie broni i sił opartych na informacji, w tym systemów zarządzania polem walki, zdolności precyzyjnego rażenia oraz wspomaganego technologią dowodzenie i kontrola (C4I). Termin ten odnosi się również do działań propagandowych i operacji wpływu podejmowanych przez państwo chińskie. Chińska Republika Ludowa prowadzi wojnę informacyjną za pośrednictwem Chińskiej Armii Ludowo-Wyzwoleńczej (ChAL-W) i innych organizacji powiązanych lub kontrolowanych przez Komunistyczną Partię Chin (KPCh). W XXI w. przeprowadzono znaczące chińskie operacje informacyjne, mające na celu wpłynięcie na suwerenność Tajwanu, wybory w USA i rosyjską inwazję na Ukrainę. Chiny wykorzystują również sztuczną inteligencję i coraz bardziej złożone struktury komunikacyjne w celu zwiększenia swoich możliwości w zakresie cyberwojny.

## Definicja
Chińska Armia Ludowo-Wyzwoleńcza (PLA) definiuje termin informatyzacji na określenie procesu wdrażania technologii informacyjnej w erze cyfrowej, a także jako kryterium oceny wysiłków podejmowanych w celu modernizacji sił zbrojnych. Centralna Komisja Wojskowa ma na celu przekształcenie ChAL-W z armii prowadzącej wojnę ludową w armię prowadzącą wojnę w warunkach informatyzacji, co wiąże się ze zmianą doktryny wojskowej ze skoncentrowanej na uzbrojeniu na skoncentrowaną na cyberprzestrzeni. Może to obejmować algorytmicznie generowane narracje, koordynowane przez sztuczną inteligencję konta w mediach społecznościowych oraz ukierunkowane ataki na infrastrukturę komunikacyjną. Wskazaną cechą siły cybercentrycznej jest wykorzystanie połączeń pomiędzy platformami.
Agencja Wywiadowcza Departamentu Obrony Stanów Zjednoczonych definiuje zinformatyzowane działania bojowe Chin jako koncepcja podobna do zdolności sieciocentrycznej armii USA, co oznacza zdolność armii do wykorzystywania zaawansowanej technologii informacyjnej i systemów komunikacyjnych w celu uzyskania przewagi operacyjnej nad przeciwnikiem.

## Charakterystyka
W 2003 r. Komunistyczna Partia Chin zatwierdziła strategię trzech wojen dla Chińskiej Armii Ludowo-Wyzwoleńczej, która obejmuje wykorzystanie wojny opinii publicznej (lub mediów), wojny psychologicznej i wojny prawnej.
Chociaż Chiny przyjęły ideę dominacji informacyjnej, ich metoda jej osiągnięcia różni się od tej stosowanej w starożytnych metodach prowadzenia wojny politycznej, takich jak Trzydzieści Sześć Strategii. PLA kładzie coraz większy nacisk na koncepcję operacyjną zwaną „operacjami w domenie kognitywnej”.
W obronie Chiny stosują kombinację polityki prawnej i technologii informacyjnej w celu cenzury i nadzoru nad dysydentami w ramach programu o nazwie Złota Tarcza, nazywanego często Wielką Zaporą Sieciową. Chiny promują ideę „narodowej cybersuwerenności”, którą Xi Jinping opisał jako unikanie „cyberhegemonii” i ideę, że kraje powinny wzajemnie szanować swoje bezpieczeństwo narodowe w cyberprzestrzeni.

## Operacje informacyjne
Według RAND Corporation, PLA rozpoczęła tworzenie operacji wpływu w mediach społecznościowych w połowie lat 2010. i zaczęła je stosować co najmniej od 2018 roku.

### Sztuczna inteligencja
Nowe modele sztucznej inteligencji (AI) szybko stają się ważną częścią strategii militarnych i informacyjnych państw na całym świecie. Sztuczna inteligencja umożliwia szybszą produkcję treści, ukierunkowane komunikaty i analizę użytkowników. Są to procesy mające kluczowe znaczenie dla skuteczności kampanii dezinformacyjnych przez skracanie cyklu rozpowszechniania propagandy, umożliwiając podmiotom państwowym szybsze wykorzystywanie luk w infrastrukturze informacyjnej innych państw. Możliwości sztucznej inteligencji stanowią coraz ważniejszy czynnik wpływający na skuteczność operacji wpływu prowadzonych przez największe mocarstwa (tj. Rosję, Stany Zjednoczone i Chiny).
Komunistyczna Partia Chin wykorzystała sztuczną inteligencję do zautomatyzowania tworzenia treści, w tym fałszywych filmów i syntetycznych artykułów informacyjnych. Informacje te rozpowszechniane są za pośrednictwem dużej sieci kontrolowanych przez państwo kont w mediach społecznościowych, które podszywają się pod prawdziwych użytkowników. Konta powiązane z KPCh są również kontrolowane i zarządzane przez sztuczną inteligencję. W ten sposób generatywna sztuczna inteligencja jest wykorzystywana do prowadzenia operacji wpływu, zarówno w celach jawnej propagandy, jak i tajnych operacji wpływu. W trakcie całego procesu Komunistyczna Partia Chin wykorzystuje sztuczną inteligencję do ciągłego udoskonalania przekazu, zapewniając, że działania dezinformacyjne są dostosowane do zagranicznych środków zaradczych, a jednocześnie pozostają spójne z krajowymi narracjami Komunistycznej Partii Chin. Sztuczna inteligencja nie tylko wzmacnia zdolność Chin do kształtowania opinii publicznej w kraju i za granicą, ale także stawia poważne wyzwania przeciwnikom próbującym przeciwdziałać tym kampaniom wpływu.

### Porównanie z operacjami informacyjnymi USA
Strategie wojny informacyjnej ChRL, takie jak doktryna trzech wojen PLA, czerpią częściowo inspirację z Sztuki wojny Sun Tzu, której trzy filary – wojna psychologiczna, wojna opinii publicznej i wojna prawna – są ściśle powiązane z zasadą Sun Tzu polegającą na podporządkowaniu sobie wroga bez walki.
W przypadku Stanów Zjednoczonych, operacje informacyjne obejmują szeroki zakres działań wspierających, w tym wojnę elektroniczną (EW), operacji sieci informatycznych (CNO), operacji psychologicznych (PSYOP), dezinformacji wojskowej (MILDEC) i bezpieczeństwa operacji. W przeciwieństwie do Chin, które traktują wojnę informacyjną jako zasadniczą część swojej strategii wojskowej, Stany Zjednoczone postrzegają operacje informacyjne przede wszystkim jako element pomocniczy zintegrowany z szerszymi konwencjonalnymi operacjami wojskowymi.  Do tego, strategia USA jest zdecentralizowana, a odpowiedzialność za nią jest rozłożona na agencje takie jak Departament Obrony, Departament Stanu i wspólnotę wywiadów. Doktryna PLA kładzie nacisk na scentralizowane dowodzenie i kontrolę w ramach jednolitej struktury, która integruje sferę polityczną, wojskową i cywilną.
W przeciwieństwie do Chin, które kładą nacisk na wykorzystywanie operacji informacyjnych na szczeblu krajowym, Stany Zjednoczone stosują podejście skierowane przede wszystkim na zewnątrz, z niewielką kontrolą narracji wewnętrznej ze względu na ograniczenia prawne i konstytucyjne, w tym ustawę Smitha-Mundta i ochronę wynikającą z pierwszej poprawki do konstytucji.